# Carateca
Carateca[a] (空手家) é a denominação dada ao praticante da arte marcial caratê. Em japonês, o termo é compostos pelos ideogramas 空 (kara), 手 (te), 家 (ka/ie). Em verdade, o termo a ser usado deveria ser caratedoca (空手道家), haja vista que o nome do caratê moderno, ou o caratê ensinado desde início do século XX, é caratê-dô, e o termo quer significar "estudante do caminho das mãos vazias" ou ainda "eterno caminho das mãos vazias".
Atentando, contudo, para o ideograma 家 ver-se-á que o termo "carateca" não quer siginifcar tão-somente aquele que pratica o caratê. O ideograma em questão pode ser traduzido também por "casa", mas, tratando-se de artes marciais, refere-se àquele que se dedicou ao estudo com afinco, ou seja, não é aquele que tão-somente repete e repete os movimentos aprendidos num dojô, mas é, antes de tudo, aquele que se esforça para conhecer o que está por detrás de cada movimento, de cada técnica.
Independentemente do grau formal da pessoa ou de por quanto tempo se treina, aquele que se dedica ao estudo do caratê com real afinco já é um carateca, isto é, não há correlação entre a cor da faixa — obi — e o "título" de carateca. Outros, porém, afirmam que somente aquele que se dedicou por considerável tempo ao estudo dedicado do caratê é que pode ser chamadado de carateca, noutro caso, somente de praticante de caratê.